# Stefan Sundström
Stefan Mikael Sundström, född 11 juni 1960 i Vantörs församling i Stockholm, är en svensk skådespelare, låtskrivare, trubadur, rockartist och författare.

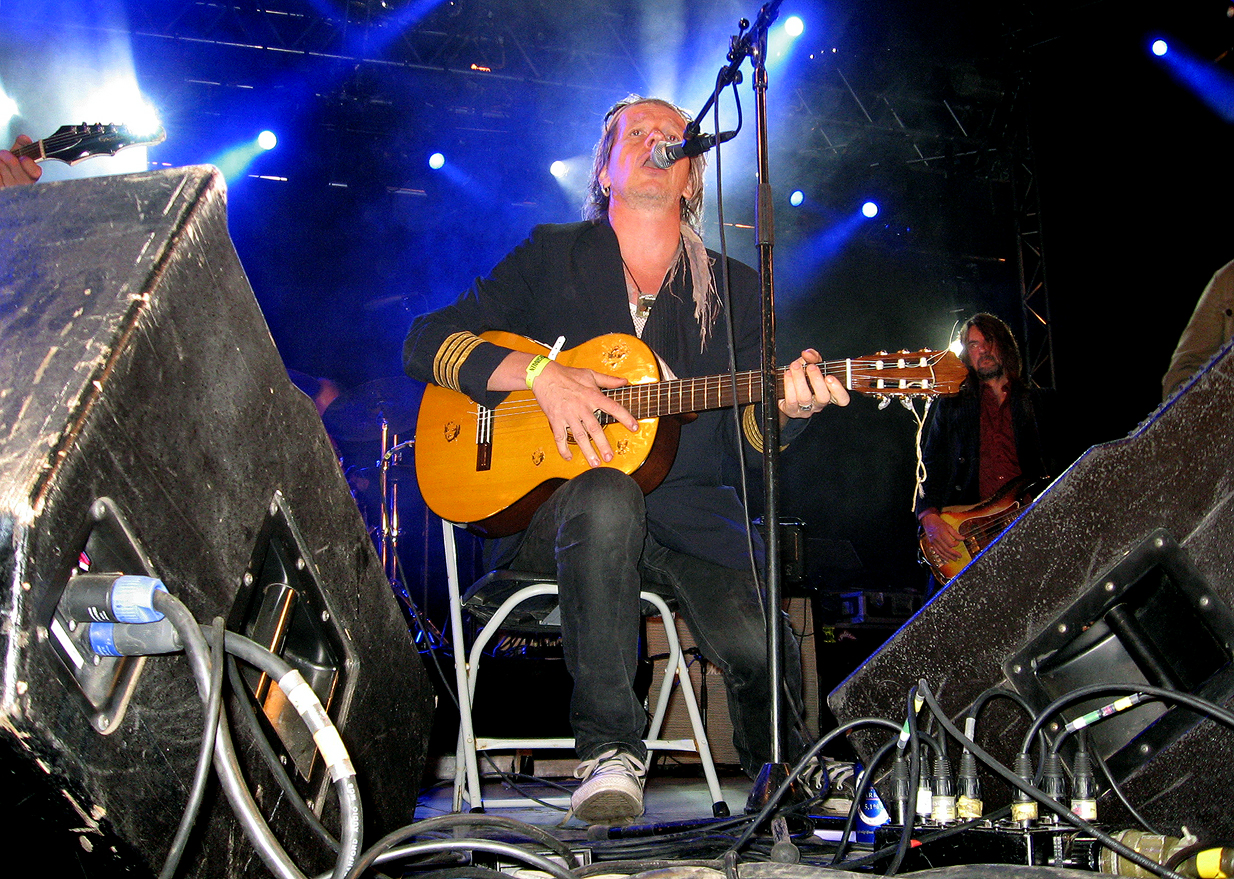
Stefan Sundström spelar på Malmöfestivalen 2007.

## Biografi
Sundström växte upp i Högdalen och Farsta i södra Stockholm. Efter avbrutna gymnasiestudier (vårdlinjen) och arbete bland annat på barnbyn Skå spelade Sundström i olika band som Pekåkå, Trots, KSMB, Fuck Off och Läppstars, och slog igenom med bandet Apache (senare Weeping Willows) (1988–1994).
I sina låtar kombinerar han rockmusik med innehållsrika texter och täta referenser till kulturarvet: Taube och Dan Andersson men också Bellman, Alice Tegnér, Astrid Lindgren och Ulf Dageby. Hans texter är vardagsrealistiska och kommenterar både det svenska kultur- och samhällsklimatet i stort och det trassliga livet för ungdomar i yngre medelålder.[källa behövs]

## Övrigt
Stefan Sundström är gift med Karin Renberg, som har spelat gitarr i hans band. Makarna har tillsammans döttrarna Vanja och Miranda. Han spelade huvudrollen i filmen Svenska hjältar 1996 och medverkade i teveserien Eva & Adam från 1998, regisserad av Johan Unenge och Måns Gahrton, där han spelade musiklärare. Teveserien utvecklades och blev en långfilm 2001 med namnet Eva & Adam – fyra födelsedagar och ett fiasko.
Hans krönikor i ETC samlades i boken Om mjölkens symbolvärde – och andra betraktelser (2004)
På sin första coverskiva valde han att lyfta fram visor av Allan Edwall som sällan blivit tolkade tidigare och som framför allt är ihågkommen som skådespelare och teaterdirektör.
Stefan Sundström medverkade i radioprogrammet Kossornas planet i Sveriges Radio som har en tyngdpunkt mot miljöfrågor. Förutom att vara en av programledarna skrev han signaturmelodierna som under säsongerna 2008–2010 var olika för varje program.
Hösten 2010 gavs hyllningsskivan Andra spelar Sundström ut för att fira att han fyller "femtio år som mänska och trettio år som artist". På skivan tolkar bland andra Miss Li, Lars Winnerbäck och Ola Magnell Stefan Sundströms låtar.
Han medverkade i Sveriges Televisions barnprogram Stefans matlåtar där han och kocken Karolina Sparring åkte runt till olika kök och lagade mat med barn. Som namnet antyder skrev Stefan Sundström en låt som framfördes i varje program.

## Priser och utmärkelser
- 1993 – Stockholms stads Bellmanpris
- 1994 – Grammis som "Årets manlige rockartist" för Vitabergspredikan[7]
- 1996 – Fred Åkerström-stipendiet
- 1998 – Cornelis Vreeswijk-stipendiet[8]
- 2001 – Gröna Lunds Evert Taube-pris
- 2002 – Grammis som "Årets visa/folk" för Sundström spelar Allan[7]
- 2006 – Grammis som "Årets visa" för Fabler från Bällingebro[7]
- 2008 – SKAP:s stipendiefond till Evert Taubes minne[9]
- 2014 – Evert Taube-stipendiet[10]
- 2022 - Harry Martinsonpriset[11]

### Antologier
- Sånger från jorden: 32 röster för en ny relation till planeten, Skörda förlag (2015) ISBN 9789198230611[12]

## Filmografi
- 1997 – Svenska hjältar (film)
- 1999–2000 – Eva & Adam (TV-serie)
- 2001 – Eva & Adam – fyra födelsedagar och ett fiasko
- 2010 – Pappa kom hem
- 2022 - Clark (TV-Serie, Ep1)

## Diskografi

### Album
- 1989 – Renjägarens visor (kassett)
- 1990 – En bärs med Nefertite (LP-skiva, Sista bussen, cd-utgåva Birdnest 1993)
- 1992 – Happy Hour Viser (MNW)
- 1993 – Hå Hå Ja Ja (MNW)
- 1994 – Vitabergspredikan (MNW)
- 1995 – Nästan som reklam (MNW)
- 1997 – Babyland (MNW)
- 2000 – Fisk i en skål (MNW)
- 2001 – Sundström spelar Allan (National)
- 2004 – Hjärtats melodi (National)
- 2005 – Stolt men inte nöjd (National)
- 2006 – Fabler från Bällingebro (National)
- 2009 – Ingenting har hänt (National)
- 2010 – 5 dagar i augusti (National)
- 2013 – Under radarn (Rötjut/United Stage)
- 2014 – Nu var det 2014 (Rötjut/United Stage)
- 2019 – Domedagspredikan (Gamlestans Grammofonbolag)
- 2021 – Östan västan om stress och press (Gamlestans Grammofonbolag)
- 2023 – Himlajorden – låtar av Evert Taube (Border Music)

### Singlar och EP-skivor
- 1989 – Vandrande vajan (Singel9)
- 1995 – Nästan som reklam (CDs MNW)
- 1995 – Allting kan vända (CDs MNW)
- 1997 – Babyland (CDs, MNW)
- 1997 – Fläder (CDs MNW)
- 1998 – Waow waow (CDs MNW)
- 2000 – Har någon sett Sabina (CDs, MNW)
- 2000 – Hög kan bli låg (CDs, MNW)
- 2001 – Peace & Love i Stockholms city (CDs MNW)
- 2002 – Fredens man (CDs, National)
- 2002 – Dystervals (EP, National)
- 2003 – Vi betalar inte (CDs, National)
- 2004 – Vissna blommor (CDs, National)
- 2004 – Somna lycklig (CDs, National)
- 2004 – Fula gubben Hitler (CDs, National)
- 2006 – En näve näring (CDs, National)
- 2009 – Nidelven (CDs, National)
- 2010 – Korintierbrevet (CDs, National)

### Samlings– och livealbum
- 1998 – Golden Hits 1990–1998 (samlingsskiva, MNW)
- 2003 – Pappa kom hem (liveinspelning, National)
- 2003 – Latlåtar 1991–2000 (samlingsskiva, MNW)
- 2007 – Hits! (samlingsskiva, National)
- 2011 – Jonny Dunders elektriska cirkus (liveinspelning, National)

## Medverkan
- 1999 – Bland skurkar, helgon och vanligt folk (medverkan, liveinspelning, Birdnest)
- 2000 – Min skattkammare (medverkan, barnvisor, Gammafon)
- 2002 – Framåt! - För Palestinas befrielse (medverkan)
- 2003 – Barn på nytt (Medverkan, Astrid Lindgren sånger, EMI)
- 2003 – Visar vägen (Sång på låten Vad gör man?, Mimikry, Birdnest)
- 2005 – Nåt som glimta till  (medverkan, Martina Nilsdotter, Konfonium Audio)
- 2009 – Royal Straight Flush (Sång, Bongo Brains, Bb Produktions)
- 2014 – Ni vet ingenting (Sång på låten Mirakel, Hjalle Östman, Wild Kingdom)